# 天主教萊里達教區
天主教萊里達教區（拉丁語：Dioecesis Ilerdensis）是西班牙一個羅馬天主教教區，屬塔拉戈納總教區。
教區位於萊里達省西南部。教區最早的文獻紀錄可溯及269年。摩爾人統治時期教座曾遷至巴爾瓦斯特羅和羅達，至1149年。
2007年，在當地196,996人口中，有教友192,592人，佔轄區總人口97.8%、126個堂區、141名司鐸、2名執事、62名修士、211名修女。現任教區主教為若望·皮里斯·弗里戈拉。